# Тиновросо
Тиновросо (груз. ტინოვროსო, азерб. Tinovroso dağı, авар. ТIинаб-раса) — горная вершина Главного Кавказского хребта на стыке границ Российской федерации (республика Дагестан), Азербайджана (Балакенский район) и Грузии (Кахетия).

## Описание
В переводе с аварского языка Тинаб-раса означает «малая лощина». Название обусловлено тем, что, когда смотришь на неё со стороны Алазанской долины, от вершины вниз тянется лощина, которая ниже переходит в русло реки.